# Liste des maires de Boulogne-sur-Mer
Cet article dresse une liste par ordre de mandat des maires de Boulogne-sur-Mer.

## Liste des mayeurs et maires

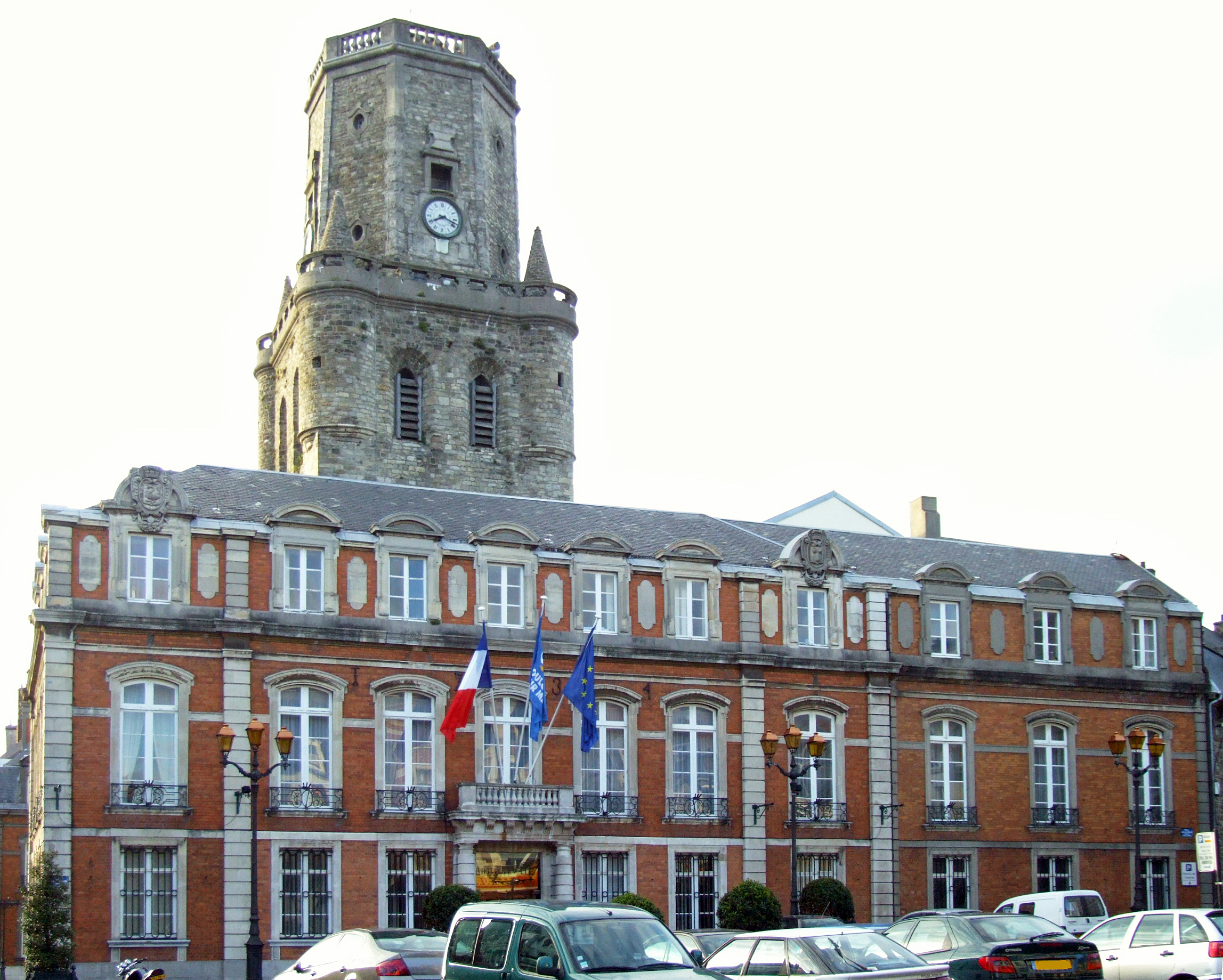
L'hôtel de ville de Boulogne-sur-Mer.

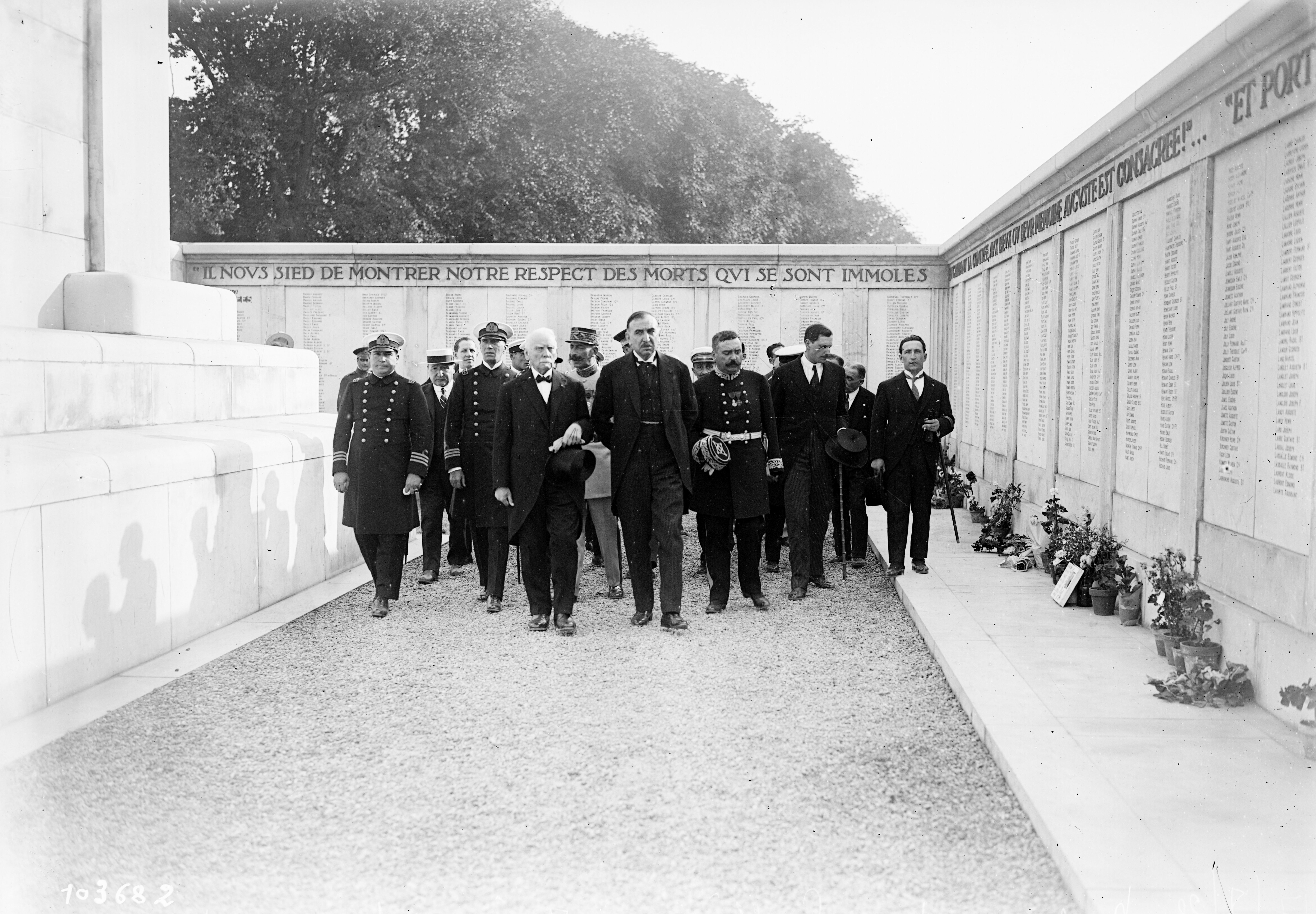
Edmond Warluzel (au premier rang à gauche), alors premier adjoint au maire, guidant l'ambassadeur argentin Federico Álvarez de Toledo au monument aux morts de Boulogne en août 1925.

| Période                                  | Période        | Identité                             | Étiquette                | Qualité |
| ---------------------------------------- | -------------- | ------------------------------------ | ------------------------ | --- |
| Les données manquantes sont à compléter. |                |                                      |                          | |
| 1285                                     |                | Jehan des Vaus                       |                          | |
| 1386                                     |                | Leurens Tailleauwe                   |                          | |
| 1415                                     |                | Jehan de Rusticat                    |                          | |
| 1472                                     |                | Robert Le Gaigneur                   |                          | |
| 1506                                     |                | Thomas Caullier                      |                          | |
| 1507                                     |                | Jacques du Poul                      |                          | |
| 1509                                     |                | Eustache Leest                       |                          | |
| 1516                                     |                | Jehan Roussel                        |                          | |
| 1542                                     |                | Jacques du Rieu                      |                          | |
| 1544 ou antérieur                        |                | Antoine Eurvin                       |                          | |
| Les données manquantes sont à compléter. |                |                                      |                          | |
| 15 septembre 1652                        | 1655           | Anselme Hurteur                      |                          | |
| 19 septembre 1655                        | 1661           | Claude Lesseline                     |                          | |
| 17 septembre 1661                        | 1667           | Louis de Campmaior                   |                          | |
| 2 octobre 1667                           | 1678           | Marc Stricq                          |                          | |
| 19 septembre 1678                        | 1684           | Achille Mutinot                      |                          | |
| 17 septembre 1684                        | 1685           | J.J. Le Camus                        |                          | |
| 14 octobre 1685                          | 1687           | Jean Stricq                          |                          | |
| 21 septembre 1687                        | 1695           | Ph. Le Porcq                         |                          | |
| 1695                                     | 1710           | Cl. Houbronne                        |                          | |
| 22 septembre 1710                        | 1714           | Ph. Le Porcq                         |                          | |
| 9 novembre 1714                          | 1721           | Charles Gillon                       |                          | |
| 16 août 1721                             | 1723           | Sébastien Gressier                   |                          | |
| 26 septembre 1723                        | 1749           | Achille Mutinot                      |                          | |
| 21 septembre 1749                        | 1754           | G. Coilliot                          |                          | |
| 22 septembre 1754                        | 1760           | François Cannet                      |                          | |
| 15 mars 1760                             | 1765           | Louis-Victor Wyant                   |                          | |
| 23 septembre 1765                        | 1768           | J.B.C.F.J. Chinot de Chailly         |                          | |
| 17 octobre 1768                          | 1771           | Nicolas Latteux                      |                          | Avocat Député |
| 28 octobre 1771                          | 1774           | L.M.G. du Blaisel                    |                          | |
| 21 novembre 1774                         | 1777           | F.A. Cazin                           |                          | |
| 24 novembre 1777                         | 1780           | F.M. du Blaisel                      |                          | |
| 14 novembre 1780                         | 1783           | J.D.A. Le Porcq                      |                          | |
| 5 novembre 1783                          | 1786           | A.A. de Dixmude                      |                          | |
| 3 novembre 1786                          | 1789           | C.É.A. Le Gressier                   |                          | |
| 9 novembre 1789                          | 1790           | L.M.J.A. Grandsire                   |                          | |
| 22 novembre 1790                         | 1791           | L.Al. Géneau de Mieurles             |                          | |
| 22 novembre 1791                         | 1792           | François-Marie Belle                 |                          | |
| 16 décembre 1792                         | 1793           | Pierre Loison                        |                          | |
| 1 octobre 1793                           | 1794           | Claude Saddet                        |                          | |
| 16 avril 1794                            | 1794           | J.G. Quignon-Sauvé                   |                          | |
| 28 août 1794                             | 1794           | Jacques-Jean Coilliot                |                          | |
| 10 septembre 1794                        | 1798           | François Dolet                       |                          | |
| 26 mars 1798                             | 1800           | Antoine-François Tiesset             |                          | |
| 4 juin 1800                              | 1800           | J.B.L.M. Caron-Falempin              |                          | |
| 5 octobre 1800                           | 1805           | F.N. Merlin-Dubroeuil                |                          | |
| 24 avril 1805                            | 1809           | François Delporte                    |                          | |
| 9 avril 1809                             | 1814           | L.M.F Pocholle de Menneville         |                          | |
| 25 décembre 1814                         | 1815           | François-Xavier-André de Wissocq     |                          | |
| 22 mai 1815                              | 1815           | Louis Fontaine                       |                          | |
| 9 octobre 1815                           | 1816           | François Nicolas Merlin-Dubreuil     |                          | |
| 17 juin 1816                             | 1821           | Jean-Baptiste Delgorgue de Rosny     |                          | |
| 16 juillet 1821                          | 1828           | Jean Pierre Vasseur                  |                          | |
| 26 juin 1828                             | 1830           | François Marie Grandsire de Belleval |                          | |
| 14 septembre 1830                        | 1830           | Heni-Louis-Pierre Dessaux            |                          | |
| 10 novembre 1830                         | 1848           | Alexandre Adam                       |                          | |
| 13 mars 1848                             | 1849           | Constant Chauveau-Sire               |                          | |
| 5 juin 1849                              | 1855           | Louis Fontaine                       |                          | |
| 29 juin 1855                             | 1861           | Alexandre-François Adam              |                          | |
| 1861                                     | 1864           | Bertulphe Gosselin                   |                          | |
| 1864                                     | 1870           | Eugène Livois                        |                          | Docteur Député Chevalier de la Légion d'honneur |
| 1870                                     | 1871           | Désiré Henry                         |                          | |
| 1871                                     | 1879           | Auguste Huguet                       |                          | |
| 1879                                     | 1881           | François Honoré Duhamel              |                          | Docteur |
| 1881                                     | 1884           | Auguste Huguet                       |                          | |
| 1884                                     | 1892           | Jules Baudelocque                    |                          | |
| 1892                                     | 1900           | Douglas Aigre                        |                          | |
| 1900                                     | 1912           | Charles Peron                        |                          | |
| 1912                                     | 1918           | Félix Adam                           |                          | Président de la Banque Adam, administrateur de la Compagnie des chemins de fer du Nord, président du tribunal de commerce de Boulogne-sur-Mer |
| 1918                                     | 1919           | Auguste Chochoy                      |                          | |
| 1919                                     | 1929           | Roger Farjon                         | AD                       | |
| 1929                                     | 1935           | Edmond Warluzel                      | Radical                  | |
| 1935                                     | 1940           | Eugène Canu                          | Radical                  | Député Officier de l'ordre du Mérite maritime Officier de la Légion d'honneur |
| 1945                                     | 1947           | Henri Henneguelle                    | SFIO                     | Sénateur |
| 1947                                     | 1953           | Jean Febvay                          | RPF-MRP puis indépendant | |
| 1953                                     | 1977           | Henri Henneguelle                    | PS                       | Sénateur |
| 1977                                     | 1989           | Guy Lengagne                         | PS                       | Professeur, député, ministre de la Mer de 1983 à 1986 |
| 1989                                     | 1996           | Jean Muselet                         | DVD                      | |
| 1996                                     | 2002           | Guy Lengagne                         | PS                       | Professeur, député, ministre de la Mer de 1983 à 1986 |
| 2002                                     | 8 juillet 2012 | Frédéric Cuvillier                   | PS                       | Député, ministre des Transports et de l'Économie maritime de 2012 à 2014 Président de la CA du Boulonnais (2008-2012) |
| 8 juillet 2012,                          | 6 avril 2014   | Mireille Hingrez-Céréda              | PS                       | Professeur de lettres classiques (latin-grec) 4e adjointe au maire (2008-2012) 1re adjointe au maire (2014-) 1re vice-présidente de la CA du Boulonnais (2014-2016) 5e vice-présidente de la CA du Boulonnais (2016-) Conseillère départementale de Boulogne-sur-Mer-1 (2015-) Récipiendaire de la Légion d'honneur |
| 6 avril 2014,                            | en cours       | Frédéric Cuvillier,                  | PS                       | Député, ministre des Transports et de l'Économie maritime de 2012 à 2014 Président de la CA du Boulonnais (2016,-) |